# Leopold Loeffler
Leopold Loeffler (Leopold Löffler, sinh ngày 27 tháng 10 năm 1827 – mất ngày 6 tháng 2 năm 1898) là một họa sĩ người Ba Lan, đại diện của phong cách hiện thực vào giai đoạn cuối thời kỳ lãng mạn ở Ba Lan.

## Tiểu sử
Leopold Leoffler sinh ra ở Rzeszów. Ông theo học hội họa tại các học viện mỹ thuật ở Vienna, Munich và Paris.
Các tác phẩm của Leoffler được triều đình nhà vua Franz Joseph I của Áo đánh giá cao. Bên cạnh đó, tên ông nghe giống tiếng Đức nên cũng giúp các tác phẩm thành công về mặt thương mại. Năm 1866, ông chính thức trở thành thành viên của Học viện Mỹ thuật Vienna và đạt đến đỉnh cao của sự nghiệp nghệ thuật. Tuy nhiên, Leoffler vẫn quyết định chuyển đến Kraków vào năm 1877, theo lời mời của danh họa sĩ Ba Lan Jan Matejko. Tại đây, ông nhận chức giáo sư tại Học viện Mỹ thuật Kraków. Loeffler qua đời ở Kraków vào năm 1898. Các tác phẩm của nghệ sĩ có thể được tìm thấy tại các chi nhánh của Bảo tàng quốc gia Ba Lan và tại Phòng trưng bày nghệ thuật quốc gia Lviv.
- Cái chết của Stefan Czarniecki
- Sự trở về từ nơi giam cầm
- Gia đình từ Radymno
- Đau buồn sau cuộc đột kích Tartar